# Sundargarh
Sundargarh là một thành phố và khu đô thị của quận Sundargarh thuộc bang Orissa, Ấn Độ.

## Địa lý
Sundargarh có vị trí 22°07′B 84°02′Đ / 22,12°B 84,03°Đ Nó có độ cao trung bình là 233 mét (764 feet).

## Nhân khẩu
Theo điều tra dân số năm 2001 của Ấn Độ, Sundargarh có dân số 38.402 người. Phái nam chiếm 51% tổng số dân và phái nữ chiếm 49%. Sundargarh có tỷ lệ 75% biết đọc biết viết, cao hơn tỷ lệ trung bình toàn quốc là 59,5%: tỷ lệ cho phái nam là 80%, và tỷ lệ cho phái nữ là 69%. Tại Sundargarh, 11% dân số nhỏ hơn 6 tuổi.